# 269
269 (CCLXIX na numeração romana) foi um ano comum do século III do Calendário Juliano, da Era de Cristo, a sua letra dominical foi C (52 semanas), teve início a uma sexta-feira e terminou também a um sexta-feira.
| Ano completo                       |
| ---------------------------------- |
| Ano comum com início à sexta-feira |

## Acontecimentos
- Félix I é eleito papa.
- Zenóbia autoproclama-se rainha do Egipto.
- Os Hérulos capturam Atenas.
- Paulo de Samósata é deposto, por um Sínodo, da sua função de Patriarca de Antioquia (ainda que se tenha mantido no cargo até 272).
- Vitorino torna-se o quarto imperador do Império Gaulês, sucedendo aos assassinos dos seus predecessores.

## Mortes
- Um monge Cristão, Valentim, é executado pelo Imperador romano Cláudio II, Gótico.
- Póstumo, governante do Império Gaulês (morto pelo seu próprio exército)
- Leliano, governante do Império Gaulês (supostamente morto pelo seu próprio exército)
- Marco Aurélio Mário, governante do Império Gaulês (supostamente morto pelo seu próprio exército)